# بورخانوفکا
بورخانوفکا (انگلیسی: Burkhanovka) یک شهرک در شهرستان کاراایدلسکی استان باشقیرستان کشور روسیه است.